# 拉库埃瓦德罗阿
拉库埃瓦德罗阿，是西班牙卡斯蒂利亚-莱昂布尔戈斯省的一个市镇。总面积12平方公里，总人口109人（2001年），人口密度9人/平方公里。